# Giovanna di Valois (duchessa di Bretagna)
Giovanna di Valois (Melun, 24 gennaio 1391 – Vannes, 27 settembre 1433) fu Duchessa consorte di Bretagna, dal 1399 alla sua morte.

## Origine
Secondo le Note sur l'état civil des princes et princesses nés de Charles VI et d'Isabeau de Bavière, Giovanna era la figlia quartogenita (terza femmina) del re di Francia, Carlo VI, e di Isabella di Baviera, appartenente al casato dei Wittelsbach, era la secondogenita di Stefano III di Baviera-Ingolstadt (Herzog Stephan von Bayern sein Tochter) e di Taddea Visconti, figlia di Bernabò (dieselbe junckfrau war Hern Barnabos von Meyland Enkelin), come ci viene confermato dal Nova Subsidia diplomatica ad selecta juris ecclesiastici ..., Volume 10.
Carlo VI di Francia, secondo la Chronique des règnes de Jean II et de Charles V. Tome 2, era il figlio maschio secondogenito (primogenito alla nascita) del re di Francia, Carlo V, e della moglie, Giovanna di Borbone.

## Biografia

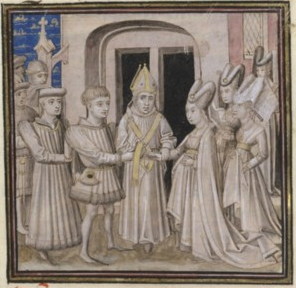
Le nozze tra Giovanna e Giovanni VI.

Giovanna nacque a Melun, il 24 gennaio 1391 e all'età di tre anni fu fidanzata al conte di Montfort, Pietro (che il padre volle ribattezzare col nome di Giovanni), erede del Ducato di Bretagna; il contratto di matrimonio, riportato nelle Mémoires pour servir de preuves à l'Histoire ecclésiastique et civile de Bretagne, Tome II, è datato 1392; secondo il Chronicum Britanicum Pietro (Giovanni) era il figlio maschio primogenito del Duca di Bretagna, Conte di Montfort e Conte di Richmond, Giovanni V e di Giovanna di Navarra, futura Duchessa reggente di Bretagna e futura regina consorte d'Inghilterra; il matrimonio fu celebrato due volte, la prima nel 1396, e poi nel 1397, in quanto nella prima dispensa papale non era stato scritto che gli sposi erano minorenni, il secondo matrimonio, quello ufficiale fu celebrato al Louvre di Parigi il 30 luglio 1397.
Suo suocero, Giovanni V, morì nel 1399; il Chronicon Britanicum riporta la morte di Giovanni (Johannes Britanniæ dux) il 2 novembre (II mensis novembris) 1399 (MCCCXCIX), a Nantes (in castro de turre nova Nannetensi) e fu sepolto nella chiesa di San Pietro a Nantes (in choro ecclesiæ B. Petri Nannetensis).
Dopo la morte di Giovanni V, il re di Francia Carlo VI, ottenne la tutela di tutti i figli di Giovanni, i quali erano tutti ancora minorenni, incluso suo marito, il nuovo duca Giovanni VI.
All'età di circa undici anni, suo marito, Giovanni (Pietro), fu incoronato duca di Bretagna, nella cattedrale di Rennes col nome di Giovanni VI, sotto la tutela del duca di Borgogna, Filippo II l'Ardito, mentre la madre, Giovanna era reggente del ducato.
Nella lotta che contrapponeva i duchi di Bretagna ai conti di Penthièvre quando questi ultimi cercarono di conquistare il ducato, nel 1420, Giovanna fu efficace nel difendere il ducato: i conti di Penthièvre avevano invitato Giovanni VI a una manifestazione presso Loroux e lì lo avevano arrestato. Essi diffusero poi la voce che egli era morto e gli cambiarono prigione giornalmente per rendere difficile la sua localizzazione. Giovanna di Valois, la moglie di Giovanni VI, chiamò i nobili bretoni a raccolta, essi risposero e, saputo che era detenuto nel castello di Châtonceaux, lo assediarono e Giovanni fu liberato; Giovanna di Valois aveva costretto la contessa Marguerite de Clisson a liberare suo marito e, dopo che Giovanni era stato liberato la cittadella di Châtonceaux venne distrutta e il suo nome cambiato in Champtoceaux.
Giovanna morì a Vannes, il 27 settembre 1433 e fu tumulata nella cattedrale di San Pietro a Vannes; il Chronicum Britanicum riporta che Giovanna (Johanna senior filia regis Franciæ ducissa Britanniæ) morì a Vannes il 20 settembre e fu sepolta nella chiesa cattedrale di San Pietro a Vannes (in ecclesia cathedrali S. Petri Venetensis).

## Figli
Giovanna a Giovanni VI diede sette figli.:
- Anna (1409-dopo il 1415), citata senza essere nominata nel Chronicum Britanicum[7]
- Isabella (1411-1444 circa), sposata, nel 1430 al conte di Laval, barone di Vitré e di La Roche-Bernard, signore di Gâvre, di Acquigny, di Tinténiac, di Montfort e Gaël e di Bécherel, Guido XIV
- Margherita (1412-1421), citata senza essere nominata nel Chronicum Britanicum[7]
- Francesco[17] (1414-1450), Duca di Bretagna[18]
- Caterina (1416-dopo il 1421)
- Pietro[17] (1418-1457), Duca di Bretagna[19]
- Egidio[17] (1420-1450)

## Ascendenza
|                        |                       |                           | Genitori                  |  |  | Nonni |  |  | Bisnonni               |  |  | Trisnonni             |  |
|                        |                       |                           |                           |  |  |       |  |  | Giovanni II di Francia |  |  | Filippo VI di Francia |  |
|                        |                       |                           |                           |  |  |       |  |  | Giovanni II di Francia |  |  | Filippo VI di Francia |  |
|                        |                       | Giovanna di Borgogna      |                           |  |  |       |  |  | Giovanni II di Francia |  |  |                       |  |
| Carlo V di Francia     |                       |                           |                           |  |  |       |  |  | Giovanni II di Francia |  |  |                       |  |
|                        |                       | Bona di Lussemburgo       | Giovanni I di Lussemburgo |  |  |       |  |  |                        |  |  |                       |  |
|                        |                       | Bona di Lussemburgo       | Giovanni I di Lussemburgo |  |  |       |  |  |                        |  |  |                       |  |
|                        |                       | Bona di Lussemburgo       | Elisabetta di Boemia      |  |  |       |  |  |                        |  |  |                       |  |
| Carlo VI di Francia    |                       | Bona di Lussemburgo       |                           |  |  |       |  |  |                        |  |  |                       |  |
|                        |                       | Pietro I di Borbone       | Luigi I di Borbone        |  |  |       |  |  |                        |  |  |                       |  |
|                        |                       | Pietro I di Borbone       | Luigi I di Borbone        |  |  |       |  |  |                        |  |  |                       |  |
|                        |                       | Pietro I di Borbone       | Maria d'Avesnes           |  |  |       |  |  |                        |  |  |                       |  |
| Giovanna di Borbone    |                       | Pietro I di Borbone       |                           |  |  |       |  |  |                        |  |  |                       |  |
|                        |                       | Isabella di Valois        | Carlo di Valois           |  |  |       |  |  |                        |  |  |                       |  |
|                        |                       | Isabella di Valois        | Carlo di Valois           |  |  |       |  |  |                        |  |  |                       |  |
|                        |                       | Isabella di Valois        | Mahaut di Châtillon       |  |  |       |  |  |                        |  |  |                       |  |
| Giovanna di Valois     |                       | Isabella di Valois        |                           |  |  |       |  |  |                        |  |  |                       |  |
|                        | Stefano II di Baviera | Ludovico il Bavaro        |                           |  |  |       |  |  |                        |  |  |                       |  |
|                        | Stefano II di Baviera | Ludovico il Bavaro        |                           |  |  |       |  |  |                        |  |  |                       |  |
|                        | Stefano II di Baviera | Beatrice di Slesia-Glogau |                           |  |  |       |  |  |                        |  |  |                       |  |
| Stefano III di Baviera | Stefano II di Baviera |                           |                           |  |  |       |  |  |                        |  |  |                       |  |
|                        |                       | Isabella d'Aragona        | Federico III di Aragona   |  |  |       |  |  |                        |  |  |                       |  |
|                        |                       | Isabella d'Aragona        | Federico III di Aragona   |  |  |       |  |  |                        |  |  |                       |  |
|                        |                       | Isabella d'Aragona        | Eleonora d'Angiò          |  |  |       |  |  |                        |  |  |                       |  |
| Isabella di Baviera    |                       | Isabella d'Aragona        |                           |  |  |       |  |  |                        |  |  |                       |  |
|                        |                       | Bernabò Visconti          | Stefano Visconti          |  |  |       |  |  |                        |  |  |                       |  |
|                        |                       | Bernabò Visconti          | Stefano Visconti          |  |  |       |  |  |                        |  |  |                       |  |
|                        |                       | Bernabò Visconti          | Valentina Doria           |  |  |       |  |  |                        |  |  |                       |  |
| Taddea Visconti        |                       | Bernabò Visconti          |                           |  |  |       |  |  |                        |  |  |                       |  |
|                        |                       | Beatrice della Scala      | Mastino II della Scala    |  |  |       |  |  |                        |  |  |                       |  |
|                        |                       | Beatrice della Scala      | Mastino II della Scala    |  |  |       |  |  |                        |  |  |                       |  |
|                        |                       | Beatrice della Scala      | Taddea da Carrara         |  |  |       |  |  |                        |  |  |                       |  |
|                        |                       | Beatrice della Scala      |                           |  |  |       |  |  |                        |  |  |                       |  |

### Fonti primarie
- (LA, FR)  Mémoires pour servir de preuves à l´histoire ecclésiastique et civile de Bretagne, Tome I.
- (LA, FR)  Mémoires pour servir de preuves à l´histoire ecclésiastique et civile de Bretagne, Tome II.
- (FR)  Histoire généalogique et chronologique de la maison royale de France, tomus III.
- (DE)  Nova Subsidia diplomatica ad selecta juris ecclesiastici ..., Volume 10.

### Letteratura storiografica
- A. Coville, "Francia: armagnacchi e borgognoni (1380-1422)", cap. XVII, vol. VI (Declino dell'impero e del papato e sviluppo degli stati nazionali) della Storia del Mondo Medievale, 1999, pp. 642–672.
- (FR)  Chronique des règnes de Jean II et de Charles V. Tome 2.
- (FR)  Note sur l'état civil des princes et princesses nés de Charles VI et d'Isabeau de Bavière.